# La grande corsa verso Lupionòpolis
La grande corsa verso Lupionòpolis è il settimo album in studio del cantautore italiano Peppe Voltarelli, pubblicato dall'etichetta discografica Visage Music il 26 maggio 2023.

## Disco
Si tratta del primo album di inediti ad otto anni dalla pubblicazione del fortunato Voltarelli canta Profazio e due anni dopo Planetario, entrambi lavori premiati con la Targa Tenco come miglior album interprete rispettivamente nel 2016 e nel 2021.
Il cantautore calabrese presenta la sua nuova raccolta di canzoni registrata a New York da Marc Urselli (tre Grammy Award e collaborazioni con Nick Cave e Lou Reed) nello storico EastSide Sound di Manhattan e prodotta artisticamente e arrangiata dal pianista italiano di base a Los Angeles Simone Giuliani (al suo attivo produzioni con Andrea Bocelli e la London Symphony Orchestra).
Il disco, che contiene dieci tracce di cui otto canzoni in dialetto calabrese, una in italiano e un valzer strumentale, è stato registrato nel febbraio 2023 e vede la presenza di musicisti di calibro internazionale quali Davin Hoff (contrabasso), Jake Owen (chitarre), Stephane San Juan (batteria), Mauro Refosco (percussioni) e la partecipazione di Eleanor Norton (violoncello), Dough Wieselman (sassofono e clarinetto) e Amy Denio (voce).
Il disco è accompagnato dal videoclip del brano Nun signu sulu mai, girato nel quartiere Red Hook di Brooklyn e diretto da Giacomo Triglia (Brunori Sas, Lucio Dalla, Måneskin). La canzone vede come ospite la cantante e polistrumentista di Seattle Amy Denio dei The Tiptons Sax Quartet.
Il disco entra nella cinquina dei finalisti per la Targa Tenco 2023 nella categoria miglior album in dialetto e si posiziona 2º nella classifica finale. Nel 2024, l'album vince il Premio Nazionale Città di Loano per la Musica Tradizionale Italiana come miglior album 2023.

## Tracce
1. Mareniro – 4:11 (testo e musica: Peppe Voltarelli)
2. Nun signu sulu mai – 3:13 (testo e musica: Peppe Voltarelli)
3. Au cinema – 3:27 (testo e musica: Peppe Voltarelli)
4. Spremuta di limone – 3:57 (testo e musica: Peppe Voltarelli)
5. Fiore – 5:18 (testo e musica: Peppe Voltarelli)
6. Mozza – 2:31 (testo e musica: Peppe Voltarelli)
7. Bon bon bon – 3:39 (testo e musica: Peppe Voltarelli)
8. La grande corsa verso Lupionòpolis – 2:44 (musica: Peppe Voltarelli)
9. Marinari perduti – 3:36 (testo e musica: Peppe Voltarelli)
10. Carizzi – 2:57 (testo e musica: Peppe Voltarelli)

## Formati
Dopo essere stato distribuito digitalmente il 26 maggio 2023, il 2 agosto 2023 una confezione speciale in formato fisico viene ideata e stampata da Todo Modo Publishing in collaborazione con Visage Music, formata da una sportina contenente il CD dell'album e un libro contenente i testi delle canzoni e dieci racconti inediti. Oltre che in rete, la confezione speciale è venduta ai concerti, dove come ulteriore omaggio viene regalata una patata della Sila.
Album (CD, digitale)
- 2023 - La grande corsa verso Lupionòpolis (Visage Music)

## Videoclip
- 2023 - Peppe Voltarelli - Nun signu sulu mai (regia di Giacomo Triglia)[8]
- 2024 - Au cinema (regia di Lele Nucera)[9]
- 2025 - Spremuta di limone (regia di Tony Gutierres)[10]

## Formazione
- Peppe Voltarelli: voce (1-7, 9-10)
- Simone Giuliani: pianoforte (1-10)
- Mauro Refosco: percussioni (1-10)
- Stephane San Juan: batteria (1-10)
- Devin Hoff: contrabasso (1-10)
- Jake Owen: chitarra (1-10)
- Doug Wieselman: sassofono e clarinetto (1-10)
- Eleanor Norton: violoncello (1-10)
- Amy Denio: voce (2)
- Alexia Bomtempo: voce (6)
- Francesca Magnani: voce (6)

## Crediti
- Testi e musica di Peppe Voltarelli
- Arrangiato, missato e prodotto da Simone Giuliani
- Registrato nel febbraio 2023 da Marc Urselli all'EastSide Sound (Manhattan, New York, Stati Uniti d'America)
- Masterizzato da Michael Flannery
- Etichetta discografica: Visage Music
- Numero di catalogo: VM3052
- Artwork: Carolina Cosi
- Fotografie: Francesca Magnani (New York) e Danilo Samà (Parigi)
- Distribuzione digitale: Pirames International
- Distribuzione fisica: Todo Modo Publishing in collaborazione con Visage Music
- Società di diritti d’autore: S.I.A.E. (Società Italiana degli Autori ed Editori)
- ISRC: ITDF92300058/67